# Psychotria albomarginata
Psychotria albomarginata là một loài thực vật có hoa trong họ Thiến thảo. Loài này được Hallier f. miêu tả khoa học đầu tiên năm 1898.